# 3-Etilmalat sintaza
3-Etilmalat sintaza (EC 2.3.3.7, 2-etil-3-hidroksibutandioatna sintaza, 3-etilmalat glioksilatna lijaza (KoA-butanoilacija)) je enzim sa sistematskim imenom butanoil-KoA:glioksilat C-butanoiltransferaza (tioestarska hidroliza, formiranje 1-karboksipropila). Ovaj enzim katalizuje sledeću hemijsku reakciju
butanoil-KoA + H2O + glioksilat {\displaystyle \rightleftharpoons } 3-etilmalat + KoA

## Literatura
- Nicholas C. Price; Lewis Stevens (1999). Fundamentals of Enzymology: The Cell and Molecular Biology of Catalytic Proteins (Third изд.). USA: Oxford University Press. ISBN 019850229X.
- Eric J. Toone (2006). Advances in Enzymology and Related Areas of Molecular Biology, Protein Evolution (Volume 75 изд.). Wiley-Interscience. ISBN 0471205036.
- Branden C; Tooze J. Introduction to Protein Structure. New York, NY: Garland Publishing. ISBN 0-8153-2305-0.
- Irwin H. Segel. Enzyme Kinetics: Behavior and Analysis of Rapid Equilibrium and Steady-State Enzyme Systems (Book 44 изд.). Wiley Classics Library. ISBN 0471303097.

## Spoljašnje veze
- 3-ethylmalate+synthase на 